# Мишенин, Виктор Поликарпович
Виктор Поликарпович Мишенин (1913—1990) — командир взвода пешей разведки 1295-го стрелкового полка 160-й стрелковой дивизии 70-й армии 1-го Белорусского фронта, старшина. Герой Советского Союза (1945).

## Биография
Родился 10 февраля 1913 года в посёлке Юзовка Российской империи (ныне город Донецк Украины). Работал в «Донэнерго».
В Красной Армии в 1936—1937 годах и с июля 1941 года. Участник Великой Отечественной войны с 1941 года. Сражался на Западном и 1-м Белорусском фронтах.
В боях был дважды ранен. После выздоровления он вновь возвращался в войсковую разведку. Много ответственных и трудных боевых разведывательных заданий выполнил Виктор Мишенин успешно.
Особенно отличился взвод в схватке с противником 30 июля 1944 года у крепости Брест. Они первыми ворвались в крепость, часть противников уничтожили, остальных изгнали. 24 марта 1945 года за образцовое выполнение боевых заданий командования и проявленные при этом мужество и героизм старшине Мишенину Виктору Поликарповичу присвоено звание Героя Советского Союза с вручением ордена Ленина и медали «Золотая Звезда».
После войны демобилизован. Жил в Донецке. Умер 13 декабря 1990 года.